# Gösta Gahrton
Carl Arnold Gösta Gahrton, född 20 december 1932 i Malmö, är en svensk läkare. Han är son till Arnold Gahrton, dotterson till Wilhelm de Shàrengrad, far till Måns Gahrton och bror till Per Gahrton.
Gahrton blev medicine licentiat och legitimerad läkare 1959, medicine doktor och docent i medicinsk cellforskning vid Karolinska institutet 1966, var docent i medicin vid Karolinska institutet 1972–1985, klinisk amanuens vid medicinska kliniken i Lund 1959–1961, forskningsassistent på institutionen för medicinsk cellforskning vid Karolinska institutet 1961–1967, Research associate vid Harvard Medical School i Boston 1963–1964 och 1968–1969. Han var underläkare och docent på Karolinska sjukhuset 1967–1973, klinisk lärare vid Karolinska institutet och biträdande överläkare på Huddinge sjukhus 1973–1975, professor i medicin vid Karolinska institutet och chef för medicinska kliniken på Huddinge sjukhus från 1985-1997.
Gahrton var president för European Cooperative Group for Bone Marrow Transplantation (nu European Society for Blood and Marrow Transplantation) (EBMT) 1988–90 och har varit president för World Marrow Donor Association (WMDA). Han har varit ledamot av Medicinska forskningsrådet, Nobelförsamlingen och Nobelkommittén (ordförande 1997) vid Karolinska institutet, internationella vetenskapliga organisationer och redaktionsråd för flera vetenskapliga tidskrifter. Han har även varit vice ordförande i Aroseniusfonden i många år tills han avgick 2012.  Aroseniusfonden bildades för att stimulera forskningen och sprida kunskap om hemofili, von Willebrands sjukdom, idiopatisk trombocytopen purpura eller annan typ av blödningsrubbning. Han har författat läroböcker om blodsjukdomar och mer än 350 vetenskapliga skrifter om blod- och cancersjukdomar. Han har skrivit en självbiografisk bok med fokus på Nobelpriset i medicin med titeln I Nobelprisets skugga (2019).